# Vilhelmsborg Festspil
Vilhelmsborg Festspil var et friluftsspil, som i perioden 1991–2020 årligt opførte  operetter og musicals om sommeren i Vilhelmsborg Park syd for Aarhus. Parken er en del af godset Vilhelmsborg.

## Spillets historie
Initiativtagerne til spillet var instruktøren Erik Bent Svendlund, forestillingslederen Jytte Thrane og dirigenten Vagn Egon Jørgensen, der blandt andet var inspireret af Nyborg Voldspil og mente, st en by som Aarhus måtte kunne lave lignende udendørs forestillinger. Gruppen søgte derpå frivillige via en annonce i en lokal avis, og trods en række begyndervanskeligheder fik man sat Landmandsliv op som den første forestilling med pæn publikums-og anmeldermæssig succes. Dette gav mod til at gentage opgaven det følgende år, og siden er forestillingen blevet en fast tradition.
Igennem årene er der blevet opført kendte operetter som Sommer i Tyrol, Den Glade Enke og Landmandsliv. Der er også opført musicals som: West Side Story, Cabaret, Grease og All Shook Up.
Mange unge talenter har stået på festspillets scene igennem årene, og flere af dem har senere fået professionelle karrierer. Blandt disse kan nævnes Charlotte Guldberg, Maria Lucia Rosenberg og Kristine Yde. 
Den 28. marts 2020 indgav Vilhelmsborg Festspil konkursbegæring efter i flere år at have døjet med dårlig økonomi.

## Organisering
Festspillet blev drevet af frivillig arbejdskraft bortset fra nogle få nøglepersoner (instruktør, koreograf, kapelmester og musikere), og indtægterne kom udelukkende fra billetsalg, sponsorater, salg af programmer, mad og drikkevarer. Festspillet blev drevet som en fond med en frivillig bestyrelse, et eventuelt overskud ved driften tilfaldt fonden for at sikre Festspillets fortsatte eksistens. Bestyrelsen bedstod af repræsentanter for sponsorerne, repræsentanter for det århusianske kunst- og kulturliv og repræsentanter for medvirkende i festspillet. Tilknyttet var også produktionsleder, teknisk koordinator, kasserer, PR-koordinator og sekretariatsleder. Desuden indgik  det professionelle produktionshold, samt alle gruppelederne i et tæt samarbejde med festspillets ledelse. Formand for Festspillets bestyrelse var fra 2013 Lisbet Lautrup Knudsen. Hun afløstes dog af Steen Jonsson Agger den 18. februar 2020 kort før konkursbegæringen blev indgivet.  

## Opførelser gennem tiderne
Følgende forestillinger har været vist:
- 1991 – Landmandsliv - instruktør Erik Bent Svendlund
- 1992 – My Fair Lady - instruktør Erik Bent Svendlund
- 1993 – South Pacific - instruktør Erik Bent Svendlund
- 1994 – Sommer i Tyrol - instruktør Erik Bent Svendlund
- 1995 – Den glade enke - instruktør Erik Bent Svendlund
- 1996 vinter – Mød mig på Cassiopeia - instruktør Erik Bent Svendlund
- 1996 – Annie Get Your Gun - instruktør Erik Bent Svendlund
- 1997 – Oklahoma - instruktør Erik Bent Svendlund
- 1998 – Vagabonderne på bakkegården - instruktør Erik Bent Svendlund
- 1999 – Oliver! - - instruktør Erik Bent Svendlund
- 2000 – Frk. Nitouche - - instruktør Erik Bent Svendlund
- 2001 – Landsmandsliv - - instruktør Erik Bent Svendlund
- 2002 – Sound of Music -  instruktør Erik Bent Svendlund
- 2003 – Grevinde Maritza -  instruktør Erik Bent Svendlund
- 2004 – Mød mig på Cassiopeia - instruktør Anders Baggesen
- 2005 – Farinelli - instruktør Anders Baggesen
- 2006 – Grease - - instruktør Anders Baggesen
- 2007 – Sommer i Tyrol -  instruktør Anders Baggesen
- 2008 – West Side Story -  instruktør Anders Baggesen
- 2009 – Cabaret -  instruktør Anders Baggesen
- 2010 – Midt om natten - instruktør Anders Baggesen
- 2011 – My Fair Lady - instruktør Anders Baggesen
- 2012 – All shook up - instruktør Frank Gundersen
- 2013 – Skatteøen - instruktør Frank Gundersen
- 2014 – Sound of Music - instruktør Kim Brandt
- 2015 – Matador - instruktør Frank Gundersen
- 2016 – Hair - Instruktør Kim Harris
- 2017 – 9 to 5 - Instruktør Dorthe Hansen Carlsen
- 2018 – Grease -  Instruktør Dorthe Hansen Carlsen
- 2019 – Fame -  Instruktør Dorthe Hansen Carlsen